# 裵珉姫
裵 珉姫（ベ・ミンヒ、1988年7月11日 - ）は、韓国出身のハンドボール選手。日本ハンドボールリーグのソニーセミコンダクタマニュファクチャリング所属。

## 経歴
ソウル市庁、大邱市庁を経て、2019年1月に日本ハンドボールリーグのソニーセミコンダクタマニュファクチャリングへ加入。

## 詳細情報

### 年度別成績
| 年       | チーム   | 試合 | フィールド 得点 | 率   | 7m  | 合計  | 警告 | 退場 | 失格 |
| -------- | -------- | ---- | --------------- | ---- | --- | ----- | ---- | ---- | ---- |
| 2018-19  | ソニー   | 12   | 17/26           | .654 | 0/0 | 17/26 | 0    | 2    | 0    |
| JHL：1年 | JHL：1年 | 12   | 17/26           | .654 | 0/0 | 17/26 | 0    | 2    | 0    |

### 記録

#### 日本ハンドボールリーグ
- フィールドゴール初得点：2019年1月12日、対大阪ラヴィッツ戦（生駒市体育協会滝寺S.C.体育館）[3]

### 背番号
- 88 (2019年)
- 18 (2019年 - )